# The Crack
Pour les articles homonymes, voir Crack.
Albums de The Ruts
Grin & Bear It (en)
(1980)
The Crack est le premier album du groupe de rock britannique The Ruts. Sorti en 1979, il est marqué par des influences punk et reggae.

## Liste des titres
1. Babylon's Burning (2 min 35 s)
2. Dope For Guns (2 min 11 s)
3. S.U.S. (3 min 49 s)
4. Something That I Said (3 min 53 s)
5. You're Just A... (2 min 55 s)
6. It Was Cold (6 min 48 s)
7. Savage Circle (3 min 5 s)
8. Jah War (6 min 55 s)
9. Criminal Mind (1 min 34 s)
10. Backbiter (3 min 2 s)
11. Out of Order (1 min 50 s)
12. Human Punk (4 min 34 s)
13. Give Youth a Chance (3 min 7 s)
14. I Ain't Sofisticated (2 min 16 s)
15. The Crack (5 min 49 s)